# مايكل جاكوبس
مايكل جاكوبس (بالإنجليزية: Michael Jacobs)‏ (4 نوفمبر 1991 المملكة المتحدة - ) هو لاعب كرة قدم بريطاني يلعب كلاعب وسط.

## روابط خارجية
- مايكل جاكوبس على موقع قاعدة بيانات كرة القدم.إي يو (الإنجليزية)
- مايكل جاكوبس على موقع Soccerbase.com (لاعب) (الإنجليزية)
- مايكل جاكوبس على موقع عالم كرة القدم.نت (الإنجليزية)